# Law Enforcement Against Prohibition
Law Enforcement Against Prohibition (LEAP) is een internationale civiele en educatieve non-profitorganisatie die bestaat uit vroegere en huidige politieagenten, overheidsambtenaren, en andere ordehandhavers met het doel de War on Drugs te beëindigen. De organisatie is een van de grootste belangengroepen in de strijd tegen de War on Drugs, en heeft ook in Nederland bekendheid omdat oud-voorzitter van de Nederlandse Politiebond Hans van Duijn in de bestuursraad van LEAP zit.
LEAPs missie is naar eigen zeggen om de "veelheid van schade als gevolg van de War on Drugs te verminderen, en de sterfte-, ziekte-, misdaads-, en verslavingscijfers te verminderen door uiteindelijk het drugsverbod af te schaffen".

## Verwijzingen
1. ↑  "The solution to the failed drug war". Door Jack A. Cole. September 13, 2008. Boston Globe.
2. ↑  
About › Who We Are. Gearchiveerd op 5 januari 2017.
3. ↑  "Hans van Duijn". LEAP Advisory Board
4. ↑  LEAP - Publications › LEAP Items › LEAP's Mission Statement.